# Zdzisław Kozień
Zdzisław Kozień (ur. 4 grudnia 1924 w Krakowie, zm. 25 marca 1998 w Rzeszowie) – polski aktor teatralny, filmowy i telewizyjny.

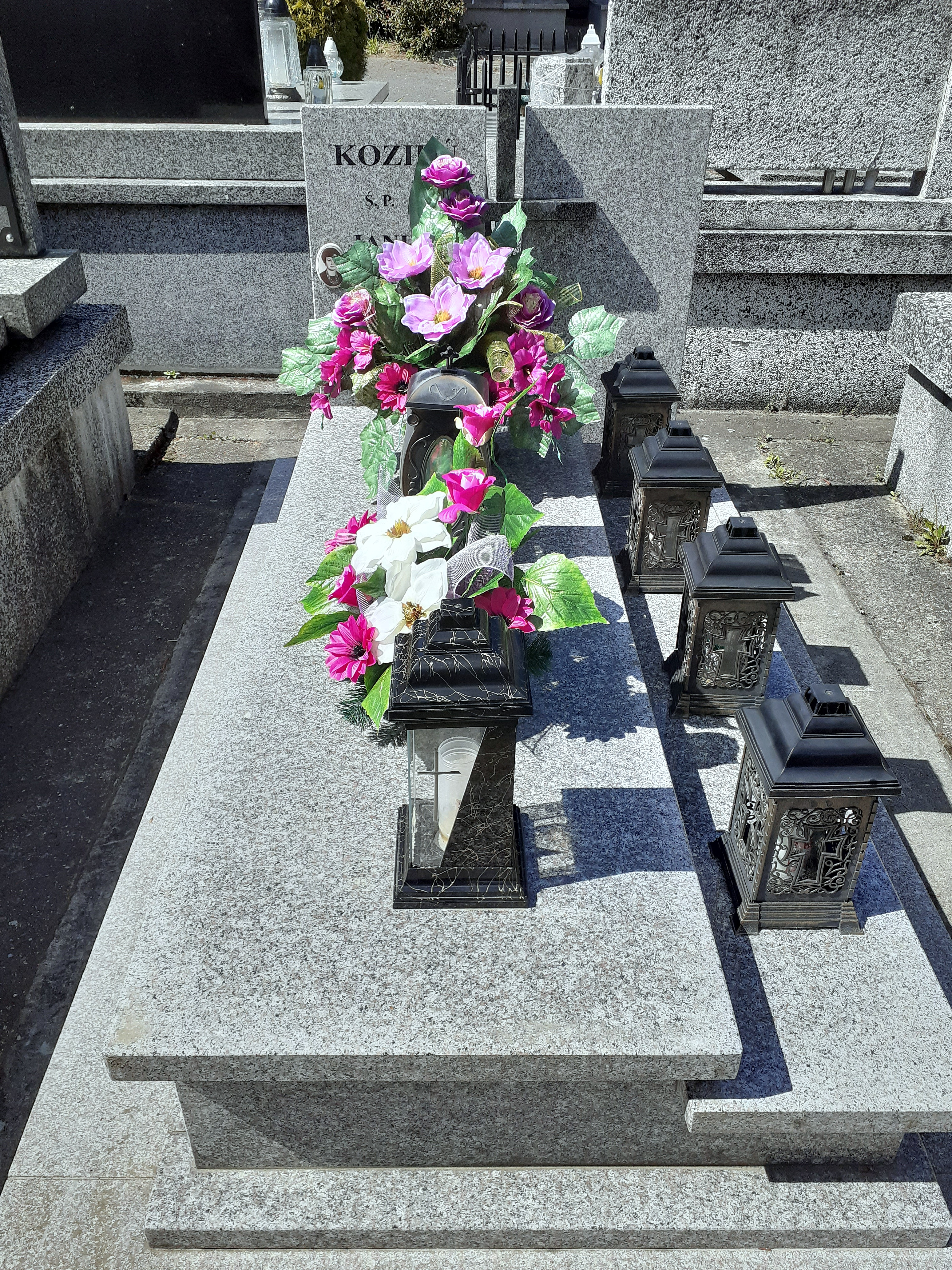
Grobowiec rodzinny Zdzisława Kozienia

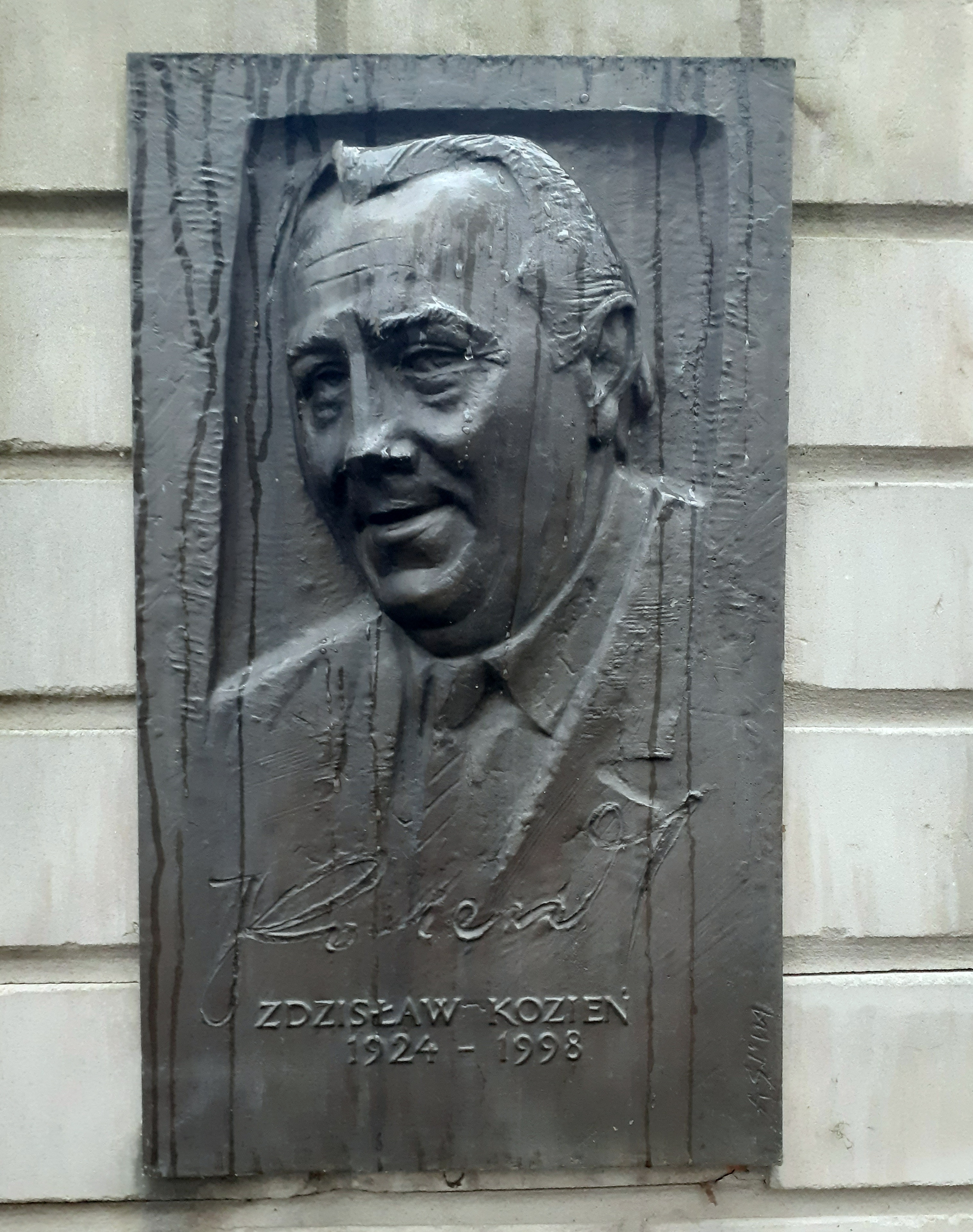
Tablica upamiętniająca Zdzisława Kozienia na Starym Cmentarzu w Rzeszowie

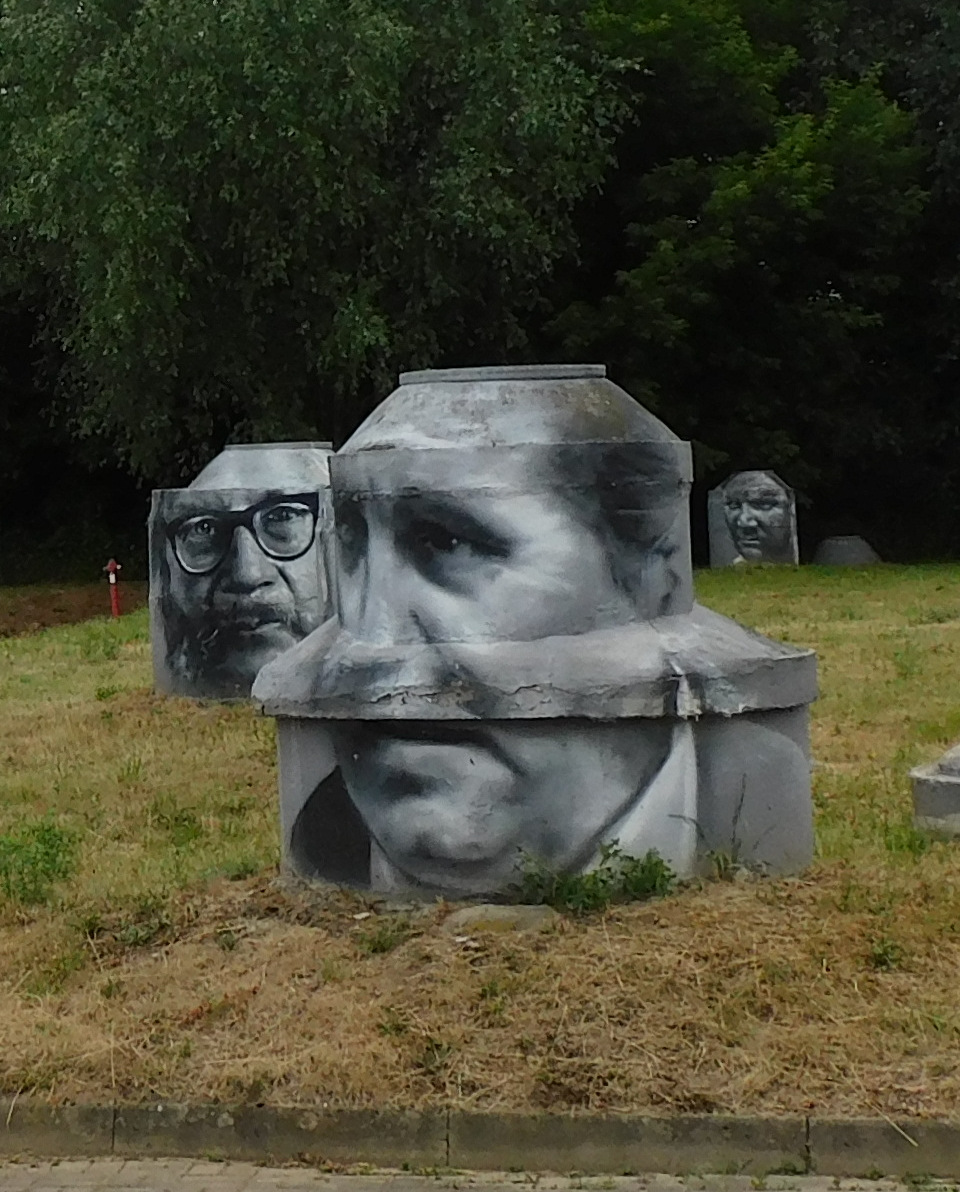
Mural z podobizną Zdzisława Kozienia w Rzeszowie autorstwa Arkadiusza Andrejkowa

## Życiorys
Urodził się i wychował w Krakowie, gdzie występował w dziecięcym chórze, a później w czasach okupacji rozpoczął pracę artystyczną jako aktor amator na scenie Wojska Polskiego. W latach 1948–1952 występował w Teatrze Kolejarza w Krakowie.
Od roku 1953 był związany z Teatrem im. Wandy Siemaszkowej w Rzeszowie, gdzie zadebiutował rolą Zbyszka Dulskiego w Moralności pani Dulskiej. W 1955 zdał aktorski egzamin eksternistyczny, wiążąc się ze sceną rzeszowską na 19 lat. Stworzył tam wiele wybitnych kreacji aktorskich, m.in. gnuśnego Spodka, jednej z najzabawniejszych postaci Snu nocy letniej, Cześnika Raptusiewicza w Zemście, Czepca w Weselu, Grabca w Balladynie, Antonia w Weselu Figara, weneckiego senatora i ojca Desdemony – Brabancjo w Otellu, majora Wołdemara Hawryłowicza w Fantazym, Piotra w Wojnie i pokoju czy Wojewody w Mazepie.
Swoją zawodową pozycję budował na scenach wrocławskich, gdzie w latach 1972–1982 pracował w Teatrze Polskim i Współczesnym grając w takich spektaklach jak Popiół i diament, Anna Livia, Kartoteka, Iwona, księżniczka Burgunda, Ambasador, Matka, a za swoje kreacje wrocławska publiczność kilkukrotnie go nagradzała Złotą Iglicą (1977, 1978) i Srebrną Iglicą (1982). W 1975 za rolę epizodyczną w Księżniczce Turandot w reż. Henryka Tomaszewskiego otrzymał nagrodę Towarzystwa Miłośników Wrocławia.
Od 1983 ponownie występował w Rzeszowie, gdzie pracował także w Estradzie, gdzie zetknął się m.in. z Anną German. Powrócił na rzeszowską scenę Siemaszkowej w takich spektaklach jak Emigranci, Pieszo i Porwanie Sabinek.
Po epizodzie jako Ulek w nagrywanym w Bieszczadach westernie Rancho Texas (1958) na wiele lat filmowcy o nim zapomnieli. Sukcesem okazała się rola nieuleczalnie chorego trenera boksu w Skazanym (1976) Andrzeja Trzosa Rastawieckiego u boku Wojciechowi Pszoniaka, za którą zdobył nagrodę na festiwalu w San Sebastian w kategorii „najlepsza rola męska”, pokonując Gregory’ego Pecka; nagrody nie odebrał w Hiszpanii, dopiero po zakończonym festiwalu mógł zgłosić się po nią do Warszawy.
Ważnym epizodem była rola ojca Agnieszki, zadającego córce istotne pytania o sens jej poczynań i mobilizującego ją do dalszych działań w Człowieku z marmuru (1976) Andrzeja Wajdy. W komedii Andrzeja Kondratiuka Big Bang (1986) o lądujących na zapadłej wsi kosmitach, których mieszkańcy chcą godnie i po staropolsku przywitać wystąpił jako naukowiec.
Na srebrnym ekranie telewidzowie polubili Kozienia przede wszystkim jako porucznika Antoniego Zubka w popularnym serialu kryminalnym 07 zgłoś się (1978–1981) oraz w roli króla Zygmunta Starego w serialu historycznym Królowa Bona (1980) Janusza Majewskiego. Na koncie Zdzisława Kozienia znajduje się około czterdziestu filmów, nawet najmniejsze role to popis aktorstwa realistycznego, opartego na psychologicznie pogłębionym warsztacie.
Odznaczony został m.in. Krzyżem Kawalerskim Orderu Odrodzenia Polski, Srebrnym Krzyżem Zasługi, Medalem 40-lecia Polski Ludowej, Medalem za Odrę, Nysę, Bałtyk oraz Medalem Zwycięstwa i Wolności 1945. W lipcu 1986 wyróżniony wpisem do „Księgi zasłużonych dla województwa rzeszowskiego”.
Był dwukrotnie żonaty. Zmarł 25 marca 1998 w Rzeszowie w wyniku choroby nowotworowej. Został pochowany na Cmentarzu Wilkowyja w Rzeszowie (sektor 38, rząd 10, grób nr 2). W Teatrze im. Wandy Siemaszkowej znajduje się popiersie aktora, a Mała Scena nosi jego imię. W Rzeszowie na osiedlu Nowe Miasto znajduje się również ulica nazwana imieniem artysty.

## Filmografia
- 1958: Rancho Texas – Ulek
- 1973: Droga – szef komitetu przeciwpowodziowego
- 1976: Skazany – Zygmunt Bielczyk
- 1976–1981: 07 zgłoś się – porucznik Antoni Zubek (odc. 1-14)
- 1976: Człowiek z marmuru – ojciec Agnieszki
- 1976: Kradzież – ojciec Mirosława Maciejewskiego
- 1976: Romans prowincjonalny
- 1976: Zanim nadejdzie dzień – porucznik Stelmach
- 1976: Znaki szczególne – członek kierownictwa budowy portu (odcinek 2, 3 i 5)
- 1977: Czysta chirurgia – chirurg
- 1977: Wesołych świąt – dygnitarz
- 1978: Sto koni do stu brzegów – Zdanowicz
- 1978: Wśród nocnej ciszy – lekarz
- 1979: Janek – dyrektor szkoły
- 1979–1981: Najdłuższa wojna nowoczesnej Europy – książę Antoni Henryk Radziwiłł, namiestnik Wielkiego Księstwa Poznańskiego (odcinek 1 i 2)
- 1979: Niewdzięczność – ordynator
- 1979: Wściekły – oficer Komendy Głównej MO
- 1980: Królowa Bona – Zygmunt I Stary
- 1980: Kto za?
- 1980: Misja – republikanin (odcinek 6)
- 1980: Pałac – ksiądz
- 1980: Polonia Restituta – ksiądz wygłaszający kazanie na ambonie
- 1980: Smak wody – Józef Szary
- 1981: Karabiny – Zdanowicz
- 1981: Okolice spokojnego morza – kadrowiec Polskiej Żeglugi Morskiej
- 1981: Przypadki Piotra S.
- 1981: Wolny strzelec – Stolarek
- 1982: Dom – dyrektor FSO
- 1982: Epitafium dla Barbary Radziwiłłówny – Zygmunt I Stary
- 1982: Polonia Restituta – Augustyn Łosiński, biskup kielecki (odcinek 1)
- 1982: Popielec – Mateusz
- 1982: Przeklęta ziemia – proboszcz
- 1983: Dzień kolibra – dyrektor szkoły
- 1983: Piętno – stary Bolesław Mazur
- 1983: Szaleństwa panny Ewy – Stanisław Mudrowicz
- 1984: 1944
- 1984: Alabama – ojciec Bożeny
- 1984: Baryton – detektyw podsłuchujący Taviatiniego
- 1984: Pan na Żuławach – Bronisław Klimowicz
- 1984: Porcelana w składzie słonia – Pan Bóg
- 1984: Szaleństwa panny Ewy – Stanisław Mudrowicz
- 1984: Trzy młyny – biskup (odcinek 3)
- 1984: Trzy stopy nad ziemią – brygadzista Ewald Zyman
- 1985: Sezon na bażanty – ojciec Pawła
- 1985: Temida – obrońca Rumienia
- 1986: Big Bang – naukowiec
- 1986: Kino objazdowe – leśniczy
- 1986: Republika nadziei – hrabia Szembek
- 1986: W zawieszeniu – ksiądz Kambroń
- 1986: Złota mahmudia – rybak Georgi
- 1987: Dorastanie – robotnik Henryk Zabielski
- 1987: Sonata marymoncka – Orzechowski
- 1987: Zdaniem obrony – Markiewicz, dyrektor Teatru Polskiego w Cieszynie
- 1988: Akwen Eldorado – dyrektor PGR
- 1988: Gwiazda Piołun – pop

## Nagrody
- 1976: Nagroda za rolę męską w filmie Skazany na Festiwalu Polskich Filmów Fabularnych w Gdańsku
- 1976: Nagroda aktorska na Międzynarodowym Festiwalu Filmowym w San Sebastián za rolę w filmie Skazany